# Martín de Cande
Martín de Cande, a veces llamado Nuño de Cande fue un religioso que tras ocupar los cargos de deán y capiscol de la catedral de Toledo, fue designado para el cargo de obispo de Segovia el 10 de junio de 1364, tras la muerte de Juan Lucero.
En el año 1365 aprobó la fundación del convento de la Merced, ejecutada por la noble segoviana Elvira Martínez, madre de Pedro Fernández Pecha, fundador de la Orden de San Jerónimo. También durante su gobierno en la diócesis sucedió el trágico accidente en el alcázar de Segovia, en el que falleció Pedro Enríquez de Castilla, hijo natural del rey Enrique II de Castilla, y el cabildo de la catedral ofició su entierro, siendo sepultado el niño en la primitiva catedral.
No está clara la duración de su mandato: José María Quadrado sostiene que su gobierno comprendió los 1362 a 1368, aunque aparece como obispo en el año 1370, actuando como juez árbitro junto al judío Çag Abudacham, por lo que debió finalizar ese año, enlazando con el mandato del siguiente obispo, Juan Sierra.
Se desconoce la fecha de su muerte, que debió ocurrir en el año 1370, y fue sepultado en la capilla Mozárabe de la catedral de Toledo.
| Predecesor: Juan Lucero | Obispo de Segovia 1364 - 1370 | Sucesor: Juan Sierra |